# Gerhard Pfeiffer
Pour les articles homonymes, voir Pfeiffer.
Gerhard Pfeiffer est un joueur d'échecs et un problémiste allemand né le 14 juin 1923 à Leipzig et mort le 27 juin 2000 à Hambourg. 

## Palmarès
Maître international depuis 1957, Gehrard Pfeiffer a représenté l'Allemagne lors de six olympiades de 1950 à 1960. Il remporta la médaille d'argent par équipe et la médaille d'argent individuelle au troisième échiquier lors de l'olympiade d'échecs de 1950. Lors des championnats d'Europe par équipe, il remporta la médaille de bronze individuelle au quatrième échiquier en 1957 et la médaille de bronze individuelle au sixième échiquier en 1961. Il fut deuxième du championnat d'Allemagne d'échecs en 1951 et troisième en 1955.